# Chữ Braille

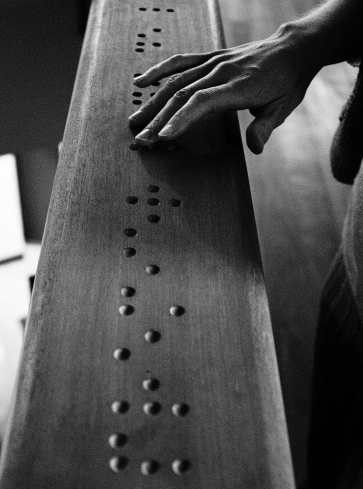
Mã Braille cho từ (premier, tiếng Pháp cho từ "đầu tiên").

Chữ Braille là hệ thống chữ nổi được đa số người mù và người khiếm thị sử dụng. Chữ Braille được Louis Braille phát minh năm 1821. Mỗi chữ Braille được tạo thành từ 6 điểm, các điểm này được sắp xếp một trong khung hình chữ nhật gồm 2 cột và 3 dòng. Tập hợp các điểm nổi/chìm trong 6 vị trí sẽ tạo ra một bộ 64 (26) kiểu.